# Hypsiboas jimenezi
Hypsiboas jimenezi är en groddjursart som beskrevs av J. Celsa Senaris och Jose Ayarzagüena 2006. Hypsiboas jimenezi ingår i släktet Hypsiboas och familjen lövgrodor. IUCN kategoriserar arten globalt som livskraftig. Inga underarter finns listade i Catalogue of Life.